# 埃斯平多拉縣

埃斯平多拉縣（西班牙語：Cantón Espíndola），是厄瓜多爾的縣份，位於該國南部，由洛哈省負責管轄，面積632平方公里，海拔高度1,720米，2001年人口15,750，人口密度每平方公里24.92人。